# 독일연방공화국 기본법
독일연방공화국 기본법(독일어: Grundgesetz für die Bundesrepublik Deutschland)은 독일연방공화국의 헌법이다. 1949년 당시 서독에 의해 제정되어 동독과 통일하기 전까지의 임시 헌법이라는 의미에서 ‘기본법’(Grundgesetz)이라는 명칭을 사용하였으나, 1990년에 통일한 이후에도 ‘헌법’으로 바꾸지 않아 지금까지 유지되고 있다. 2014년 12월 23일(BGBl. I S. 2438)에 마지막으로 개정되었다. 사회민주주의적 헌법이라고 한다.
서독의 수도 본에서 기초하였다는 의미에서 ‘본 기본법’이라고도 한다. 한편 학계나 법조계에서는 줄여서 ‘독일기본법’이라고 한다.

## 제정 및 개정
나치 독일이 제2차 세계 대전에서 패망하면서, 독일은 영국·미국·프랑스·소련 4개국에 의한 분할통치가 시작되었다. 그러나 이후 독일의 국가체제에 대해 점령국간의 의견이 일치하지 않으면서, 1948년에 소련을 제외한 3개국의 점령지역에서 적용되는 헌법의 제정에 3개국과 베네룩스 3국이 합의하였다.
이후 각 주의 의회 대표자로 이루어진 회의가 본에서 개최되었고, 이에 앞서 전문위원회가 기초한 초안을 바탕으로 심의에 들어갔다. 1949년 5월 8일에는 심의된 초안이 바이에른을 제외한 주 의회에서 가결되었고, 5월 23일에 공포되어 다음 날부터 시행되었다.
제정 후 독일의 통일 전까지 주요한 개정내용으로는 징병제의 부활(12a, 17, 45a-c, 65a, 87a-c GG) , 긴급재정에 대한 사항(115 GG), 연방정부와 주정부 간의 세금분포에 대한 사항이 있다. 통일 후에는 1990년 새로운 공통의 '헌법' 초안이 논의되었으나 채택되지 않았다. 대신 영토조항(23 GG)를 변경하여 기존 독일민주공화국 지역에도 독일기본법이 적용되도록 수정하였다. 1992년에는 유럽연합 회원국이라는 내용이 기본법에 제도화되었다. 2006년에는 연방정부와 주정부간의 기속관계에 대한 개정이 이루어졌으며, 2009년에는 2007–08년 세계 금융 위기의 여파로 정부의 수입 및 지출에 관한 사항을 규제하는 조항, 자동차세에 대한 연방정부와 주정부 간의 분배에 관한 조항이 추가, 변경되었다. 독일기본법은 2014년 12월 23일까지 개정횟수가 총 60회에 달한다.

## 구성

### 전문

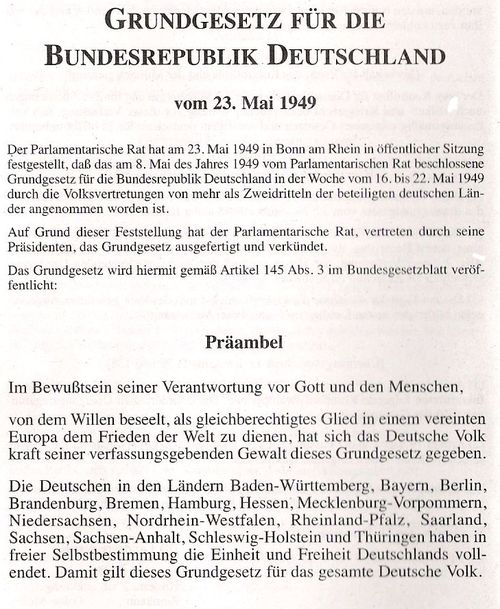
독일연방공화국 기본법 전문

기본법의 제정 주체(독일 국민)과 헌법제정권력, 각 주의 이름, 적용 범위를 기술하고 있다.

### I. 기본
인간의 존엄성과 불가침·불가양의 인권, 인격권, 평등권, 신앙·양심의 자유와 고백의 자유, 집총 거부권(→양심적 병역거부), 의사표현의 권리, 예술 및 학문 연구의 자유, 혼인과 가족, 어머니의 권리, 사생아의 보호, 학교제도, 집회·결사의 자유, 서신의 비밀, 거주 이전의 자유, 직업의 자유, 병역의 의무, 주거의 불가침, 재산권과 상속권, 사회화, 국적 박탈의 금지, 망명권, 청원권, 군인의 기본권 제한, 기본권의 상실, 기본권의 보호 등을 기술하고 있다.

### II. 연방과 주
연방국가의 헌법, 국가의 자연적 생활기반의 보호, 정당, 연방기, 유럽 연합을 위한 원칙, 집단 안보체제, 국제법, 침략전쟁 수행의 준비 금지, 상선단, 주 헌법, 연방 영역의 재편, 주의 기능, 연방법의 우위, 외교, 국민의 권리와 의무, 배상 책임, 법적 구조, 공무원 등의 사항을 규정하고 있다.

### IVa. 합동위원회
3분의 2는 독일 연방의회로, 나머지 3분의 1은 독일 연방상원으로 구성하는 합동위원회에 대하여 기술하고 있다. 합동위원회의 구성과 절차는 연방의회가 의결하며 연방상원의 동의를 필요로 하는 의사규칙으로 정해진다. 연방정부는 방위사태의 계획에 대하여 합동위원회에 보고하여야 한다.

### VII. 연방의 입법
연방 및 주의 입법 사항과 절차 등에 대하여 규율하고 있다.

### VIII. 연방법률의 집행과 연방행정
주의 행정의 원칙, 주의 행정과 연방의 감독, 주에 위임된 행정, 연방의 행정 및 대상, 군대, 연방 국방행정, 항공교통행정, 철도교통행정, 연방의 우편 및 통신, 연방은행, 연방수로, 연방도로, 연방의 보호 등에 대해 규정하고 있다.

### VIIIa. 공동과제, 행정협조
연방의 주에의 협력권과 연방과 주의 협력에 대해 규정하고 있다.

### IX. 사법
법원의 조직, 독일 연방헌법재판소의 권한 및 구성, 독일 연방최고법원, 연방법원, 법관의 독립 및 법적 지위, 주내부에서의 헌법분쟁, 법률의 위헌, 특별법원의 금지, 사형의 폐지, 피고인의 기본권, 자유 박탈시의 권리보장 등에 대해 기술하고 있다.

### X. 재정제도
연방 및 주의 세원과 지출에 대하여 기술하고 있다.

### Xa. 방위사태
방위사태(연방영역이 무력으로 공격받거나 이러한 공격이 직접적으로 위협되고 있다는 것)에 대한 조치와 절차 등에 대하여 기술하고 있다.

### XI. 경과 및 종결규정
독일 국적자, 일부 조항에 대한 경과규정, 망명자와 피추방자, 전쟁결과의 부담, 다수의 개념, 구법의 효력, 법규의 효력, 공법상의 단체, 구공직종사자, 공무원의 연금부 퇴직, 국가 재산, 기본법에 대한 비준 및 공포와 유효기간 등에 대하여 기술하고 있다.

## 바이마르 헌법과의 중요한 차이점
기본권을 나열하기만 했던 바이마르 헌법과는 달리, 독일기본법에서는 '국가의 목표'를 정하고 있다. 그 목표란 인간의 존엄성으로, 독일기본법 제1조 제1항(1 GG)에 "인간의 존엄성은 훼손할 수 없다. 인간의 존엄성을 존중하고 보호하는 것은 모든 국가권력의 책무이다."라고 규정하고 있다. 또한 독일기본법 제20조에서는 독일 연방공화국의 정체와 주권, 권력분립, 국가의 일반원칙을 규정하였는데, 바이마르 헌법과 달리 독일기본법 제20조 제4항에서 "이러한 질서의 제거를 감행하는 이에 대하여, 다른 대응수단이 가능하지 아니한 경우, 모든 독일인은 저항할 권리를 가진다."고 별도로 저항권을 명문으로 규정하여 나치 정권에 의해 일어났던 헌정질서 파괴를 방지하려 하고 있다. 또한 독일기본법 제79조 제3항은 "연방이 주(州)들로 나뉘는 것을 저해하거나 입법시 주(州)의 원칙적인 협력에 지장을 초래하거나 제1조 및 제20조에 규정된 원칙들에 반하는 기본법 개정은 허용되지 아니한다."는 규정을 두어 개정에 의한 폐기를 방지하고 있다.
그 외에 바이마르 헌법과 달리 독일기본법 제24조부터 제26조까지는 국제기구에 법률로써 고권이양 가능, 국제법의 우위의 원칙, 침략전쟁의 금지를 규정하고 있다.

## 같이 보기
- 파울교회 헌법
- 독일제국 헌법
- 바이마르 헌법
- 독일민주공화국 헌법
- 방어적 민주주의
- 싸우는 민주주의
- 독일연방공화국 기본법 공식사이트